# نورية غولمن
نورية غولمن (من مواليد 24 نوفمبر 1982) أكاديمية وناشطة تركية.
أثناء العمل في جامعة سلجوق في نطاق برنامج تدريب أعضاء هيئة التدريس، تم تعيين غولمن في جامعة إسكي شهر عثمان غازي. هناك، كانت مساعدة باحثة في قسم الأدب المقارن. فازت بدعوى قضائية ضد إدارة الجامعة لعدم تجديد عقدها، ثم بدأت العمل في جامعة سلجوق.
بعد يوم واحد من تعيينها، تم طردها من الجامعة بعد محاولة الانقلاب التركي عام 2016، والتي تم بعدها إعلان حالة الطوارئ. ونتيجة لذلك، واجهت غولمن مزاعم واتُهمت بأنها عضوة في «منظمة فتح الله كولن / هيكل الدولة الموازي». وفي 9 نوفمبر 2016، أمام النصب التذكاري لحقوق الإنسان في شارع يوكسل في أنقرة، بدأت حركة تحمل شعار «أريد وظيفتي مرة أخرى» للعودة إلى وظيفتها المفقودة. تم اعتقال غولمن عشرات المرات خلال الاحتجاجات، وأخيرًا دخلت في إضراب عن الطعام مع زميلها سميح أوزاكا خلال هذه الفترة، انخفض وزن غولمن من 59 كيلوغرامًا إلى 34 كيلوغرامًا، وأنهت الإضراب عن الطعام في 26 يناير 2018 بعد أن رفضت لجنة حالة الطوارئ الاعتراض بشأن إصدار المرسوم بقانون.
قامت سي إن إن الدولية بتسمية نورية غولمن من بين النساء الثماني الرائدات لعام 2016.
سُجنت نورية غولمن في 11 أغسطس 2020.
في 28 نوفمبر 2020، صوتت نقابة نوري غولمن، إيجيتيم سين، على طردها من النقابة.

## العملية القضائية
في 22 يونيو 2017، تقدمت نورية غولمن وسميح أوزاكا بطلب إلى المحكمة الدستورية التركية لرفع احتجازهما، حيث بدءَا يعانيان من مشاكل صحية بسبب الإضراب عن الطعام. وفي 28 يونيو، رفضت المحكمة الدستورية بالإجماع طلب غولمن وأوزاكا. ذكرت المحكمة، في ردها، أنه «لا توجد حالة تتطلب إصدار أمر قضائي فوري بإنهاء احتجاز المتقدمين لأنه لا يوجد أي تهديد يشكل خطرًا على حياتهم أو سلامتهم المادية أو المعنوية». بالإضافة إلى ذلك، تمت مراقبة الظروف الصحية لغولمن وأوزاكا منذ يوم تقديمهما إلى السجن من قبل الأطباء، وتم رفض محاولات إحالتهما إلى المستشفى لمزيد من السيطرة من قبل غولمن وأوزاكا، ومع ذلك تم اتخاذ تدابير لحالات الطوارئ والعلاج في مستشفى السجن.
وفي الجلسة السادسة للقضية، حُكم على نورية غولمن بالسجن لمدة ست سنوات وثلاثة أشهر بتهمة «الانتماء إلى منظمة إرهابية مسلحة»، ولكن أُفرج عنها لاحقًا من السجن.

### مناشدة المحكمة الأوروبية لحقوق الإنسان
تقدمت غولمن، مع سميح أوزاكا، بطلب إلى المحكمة الأوروبية لحقوق الإنسان في 29 يونيو 2017، مطالبين بالإفراج عنهما بسبب مشاكلهما الصحية نتيجة للإضراب عن الطعام مضيفين أن ظروف الاحتجاز أدت إلى تدهور صحتهما. في 2 أغسطس 2017، رفضت المحكمة الأوروبية لحقوق الإنسان الطلب، الذي تم تقديمه كإجراء احترازي من قبل محاميي غولمن وأوزاكا. قضت المحكمة الأوروبية لحقوق الإنسان في رفضها بأنه «في ضوء التقارير الطبية وغيرها من المعلومات المقدمة إلى المحكمة، فإن احتجاز أوزاكا وغولمن في مستشفى ولاية سينكان لا يشكل خطرًا حقيقيًا وفوريًا على حياة المتقدمين.» كما دعت المحكمة غولمن وأوزاكا لإنهاء الإضراب عن الطعام.
ردت نيبنيم كورور فينكانسي، التي شاركت في عملية الفحص والتوثيق الطبي كطبيبة واحدة وقدمت تقريرًا من 32 صفحة، من خلال توضيح ما حدث أثناء عملية الفحص وذكرت ما حدث على حسابها على تويتر وانتقدت عدم الإشارة إلى هذه الوثيقة الطبية في اتخاذ القرار: «يقول جميع الأطباء أن هناك حاجة للرعاية تهدد الحياة، لكنهم يستجيبون بأنه يمكن إبقائهم دون مراقبة في مستشفى السجن. علاوة على ذلك، يدعو المحامون الأشخاص المؤهلين ذهنيًا لإنهاء الإضراب عن الطعام ويقولون: «الدولة تعتني بك جيدًا». هناك الكثير من التفاصيل، ولكن حتى مع ذلك أعتقد أنها يمكن أن تُظهر بوضوح كيف يتم تحميل العملية برمتها بانتهاكات حقوق الإنسان. لا توجد إشارة واحدة إلى إجمالي فحص من 32 صفحة والتوثيق الطبي والآراء العلمية مع العديد من التشخيصات المعذبة علميًا.»

## المطالب
بعد صدور المرسوم بقانون رقم 679 الصادر نتيجة حالة الطوارئ المعلنة بعد محاولة الانقلاب في 15 يوليو، بدأت نورية غولمن احتجاجًا أمام نصب حقوق الإنسان في شارع يوكسل في أنقرة، مطالبة بما يلي:
1. إنهاء حالة الطوارئ.
2. فلنعيد العمال العموميين الثوريين الديمقراطيين، الذين طردوا وفصلوا، إلى العمل.
3. يجب إيقاف الفصل التعسفي وغير القانوني.
4. استعادة ضمان الموظفين لـ13 ألف مساعد بحث من برنامج تدريب أعضاء هيئة التدريس.
5. لا يمكن صنع العِلم بدون الأمن الوظيفي، نريد الأمن الوظيفي لجميع العاملين في مجال التعليم والعلوم.[19][20]

## المزاعم
في 25 مايو 2017، زعم وزير الداخلية سليمان صويلو أن نورية غولمن وسميح أوزاكا كانا «عضوين في منظمة جبهة–حزب التحرر الشعبي الثوري الإرهابية» وأن أفعالهما كانت مدعومة من قبل هذه المنظمة وأن لديهما صلة مباشرة بالجبهة. بعد ادعاء صويلو، نشر المحامي سلجوق كوزاكالي سجل نورية غولمن وسميح أوزاكا الإجرامي الذي أظهر أنه ليس لديهما أي صلة بأي منظمات إرهابية. علاوة على ذلك، نشر مركز البحوث والدراسات بوزارة الداخلية كتيبًا مؤلفًا من 54 صفحة بعنوان «السيناريو الذي لا ينتهي لمنظمة إرهابية، حقيقة نورية غولمن وسميح أوزاكا». ادعى الكتيب أنه تم رفع 12 دعوى قضائية ضد نورية غولمن، وجميع هذه القضايا كانت مرتبطة بالمنظمة الإرهابية، وأدت إحداها إلى إدانة وكانت بانتظار قرار المحكمة العليا. زعمت صحيفة جمهوريت أن الكتيب يحتوي على أدلة لقضايا أخرى لم يتم الانتهاء منها بعد ولا تزال معلقة أمام المحكمة العليا.

## روابط خارجية
- Nuriye Gülmen Direniyor